# Tatra 148
Tatra 148 je československý nákladní automobil s podvozkem 6×6, případně 4×4 s nosností 12 tun, vyráběný v letech 1972 až 1982 národním podnikem Tatra. V roce 1969 byla zahájena výroba ověřovací série modernizovaného automobilu s označením T 148 jako inovační stupeň typové řady T 138, kterou nahradila a v mnohých variantách rozšířila. Konstruktéři si dali za cíl odstranit příčiny některých poruch vozů T 138, zvýšit výkon motoru, přepravní rychlost a spolehlivost. Provoz v terénu umožňuje zejména dostatečná světlá výška 290 mm, výhodou je i relativně malý poloměr otáčení.

## Technické údaje

### Podvozek
Základ vozidel tvořil pro firmu Tatra typický podvozek koncepce Tatra, nesoucí přední nápravu odpruženou zkrutnými tyčemi s nastavitelným předpětím, dále následovala hlavní a přídavná převodovka (obě v jednom bloku), mezikus, rozvodovka první zadní nápravy s mezikusem a druhá zadní náprava. Obě zadní nápravy byly odpruženy podélně uloženými poloeliptickými listovými pery. S výjimkou tahače návěsů 4×4 - zadní náprava odpružena rovněž zkrutnými tyčemi - byly všechny typy třínápravové s trvalým pohonem obou zadních náprav a možností zařazení pohonu přední nápravy a měly uzávěrky nápravových diferenciálů. Novinkou oproti předchozím T 138 byl vypínatelný mezinápravový diferenciál.
Provozní brzdy byly dvouokruhové, vzduchotlaké a působily na všechna kola. Nouzová a parkovací brzda působila na hnaná kola. Vozidlo bylo vybaveno i odlehčovací motorovou brzdou, která sloužila k přibrzďování a udržování rychlosti automobilu při jízdě z táhlých klesání.

### Pohonná jednotka
Pohonnou jednotkou byl vznětový, vzduchem chlazený, do „V“ uspořádaný osmiválcový motor s ventilovým rozvodem OHV řady T 928, který byl značně modernizovaný a dostal také nové označení T2 – 928E. Změnil se zdvih z původních 130 na 140 mm, vrtání zůstalo nezměněno, taktéž zůstalo nezměněno rozevření válců pod úhlem 75 stupňů. Celkový zdvihový objem se zvětšil na 12 667 cm³. Maximální výkon stoupl na 148,6 kW (202 koní) při 2 000 otáčkách za minutu. Točivý moment podle verze motoru: T2-928-1E: 813 Nm, T2-928-17E: 798 Nm při 1200–1400 ot/min. Původně uvažované a do prototypového stadia připravené přeplňované provedení motoru řady 928, ať už s kompresorem nebo s turbodmychadlem se do sériové produkce nedostalo. I přes slibný výkon 220 nebo až 240 koní nepřesvědčila zvýšená spotřeba paliva u kompresorové varianty a technologická náročnost, spolehlivost i cena u tehdy dostupného turbodmychadla. Výkonnější motor by si vyžádal také zesílení ne zrovna předimenzované sestavy rozvodovek v nosné rouře a samozřejmě jinak by se musela dimenzovat i spojka a převodovka. Různá provedení automobilu měla různé motory, které však byly v základu konstrukčně shodné. Lišily se pouze provedením vstřikovacích čerpadel, například pro vojenské verze, které mohly mít výkonnostní nebo omezovací regulátor. Vojenské verze měly též úpravy umožňující provoz na různé druhy paliv (nafta, benzín nebo letecký benzín) a v kabině měly též namontované zařízení, které sloužilo k vstřiku lehce zápalné směsi do sacího potrubí pro ulehčení startu při velmi nízkých teplotách. Na boku motoru byl, stejně jako u T 138, namontován vypínatelný chladič motorového oleje. Základní spotřeba byla 31,2 litrů nafty na 100 km. Objem palivové nádrže se zvětšil na 200 litrů.
Změny na motoru si vynutily úpravu tvaru přední kapoty 138 na v přední části hranatější T 148 s odlišnou maskou kryjící alespoň částečně přímý vstup nečistot do blíže čelu umístěného chladicího ventilátoru a vyzařování jeho charakteristického hluku opačným směrem.

### Spojka a převodovka
Spojka byla suchá, dvoukotoučová, hydraulicky ovládaná. Námahu řidiče snižoval i vzduchotlaký posilovač.
Převodovka je s motorem spojená kardanem, čímž se zjednodušila demontáž součástí; tento způsob spojení byl nutný i vzhledem k tomu, že motor je pružně uložen. Hlavní převodovka je namontována za kabinou nad centrální rourou a svojí zadní částí je připevněna k přídavné převodovce. Převodovka je pětistupňová, její ozubená kola mají šikmé ozubení. Soukolí jednotlivých převodových stupňů jsou ve stálém záběru. Druhý až pátý převodový stupeň jsou jištěny blokovou synchronizací ulehčující řazení. Většina vozidel byla vybavena pomocným pohonem, který byl vyveden právě z převodovky. Pohon byl zpřevodován buď „do rychla“, nebo „do pomala“. Přídavná převodovka je přírubami spojena s centrální nosnou rourou. Má dva převodové stupně, a to normální (silniční) a redukovaný (terénní). Oba stupně v přídavné převodovce se řadily elektropneumaticky pomocí předvoliče na rychlostní páce; příslušný „půlstupeň“ se předvolil na rychlostní páce a po sešlápnutí spojkového pedálu se pneumaticky zařadil, takže k dispozici bylo 10 plynule zpřevodovaných stupňů pro jízdu vpřed a dva pro jízdu vzad.

### Kabina

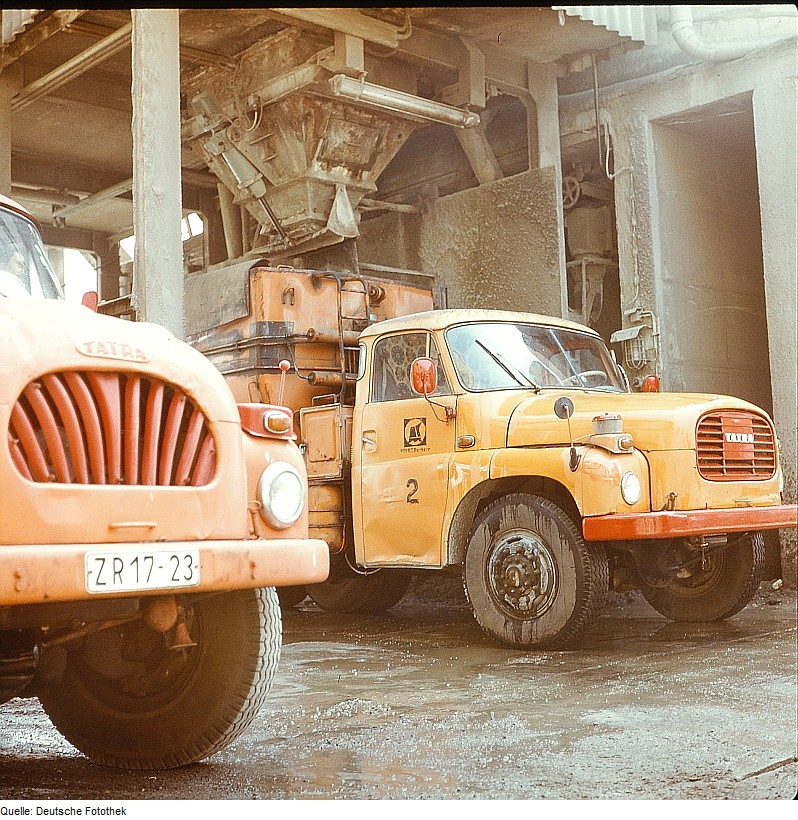
Srovnání T 138 - 148

Kabina se od typu Tatry 138 příliš nelišila, jiné byly jen přední blatníky a celá přední kapota a mřížka vstupu vzduchu k chladiči. Stejně jako u T 138 bylo možno kabinu vytápět nezávislým naftovým topením, kterým se však mohl v zimě i nahřívat motor před startem. Speciální verze v úpravě „Arktik“ měly lépe izolovanou kabinu proti únikům tepla, vylepšené bylo i topení.

## Druhy provedení
Výroba vozidel T 148 byla ukončena 14. prosince 1982, kdy sjel z linky poslední vůz s tímto označením. Celkem se v Kopřivnici vyrobilo 113 647 těchto dodnes velmi dobře sloužících automobilů. Z tohoto počtu bylo 63 700 automobilů exportováno do 43 států pěti kontinentů. Nejvíc automobilů tradičně odebral bývalý Sovětský svaz.
Vyráběl se nemalý počet druhů provedení, například:

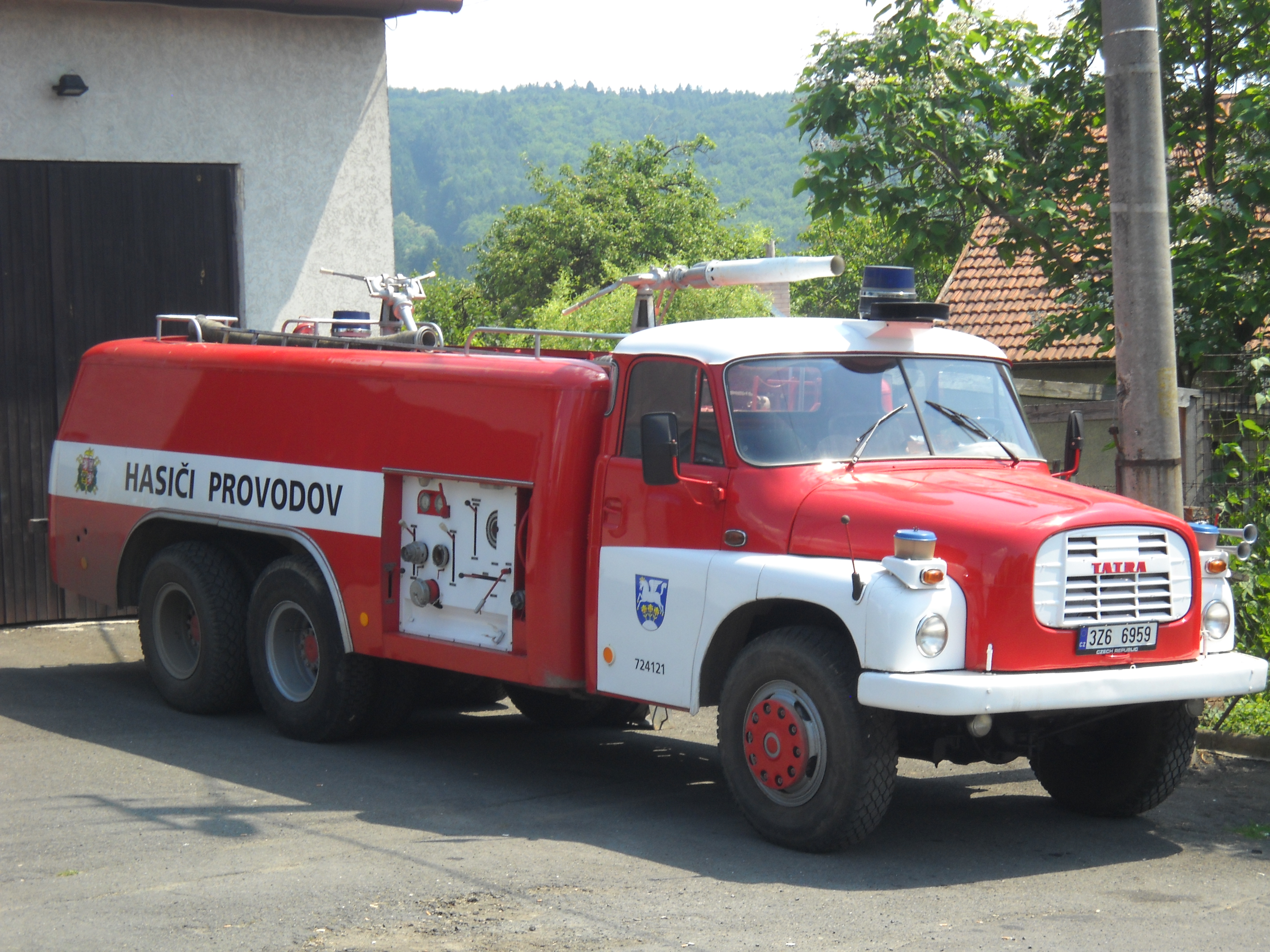
CAS 32 na podvozku T148 hasičů Provodov.

- sklápěče jednostranné a trojstranné (S1, S3)
- valníky civilní a vojenské (V, VN, L, N)
- vojenské nástavby (T 148 PPR 20, PPR15, PP6 …)
- autojeřáby, autobagry
- cisterny civilní i vojenské
- speciální nástavby
- hasičské nástavby (cisterny, hasičské vysokozdvižné plošiny a žebříky)
- tahače dvou a třínápravové (NTt 6×6 a 4×4)

## Expedice
Automobil Tatra 148 se skříňovou nástavbou byl použit jako expediční vozidlo při řadě československých expedic. Například:
- Třetí přírodovědecká expedice Národního muzea v Praze do Íránu, 16. březen - 12. červenec 1977[1]

## Zajímavosti
- Jednostranný sklápěč Tatra 148 se stal vzorem pro rozšířenou dětskou hračku z 80. let 20. století. Její výrobu obnovila firma Dino Toys v roce 2014.
- Cisternová verze Tatry si zahrála důležitou roli v posledním díle seriálu Návštěvníci.

## Galerie

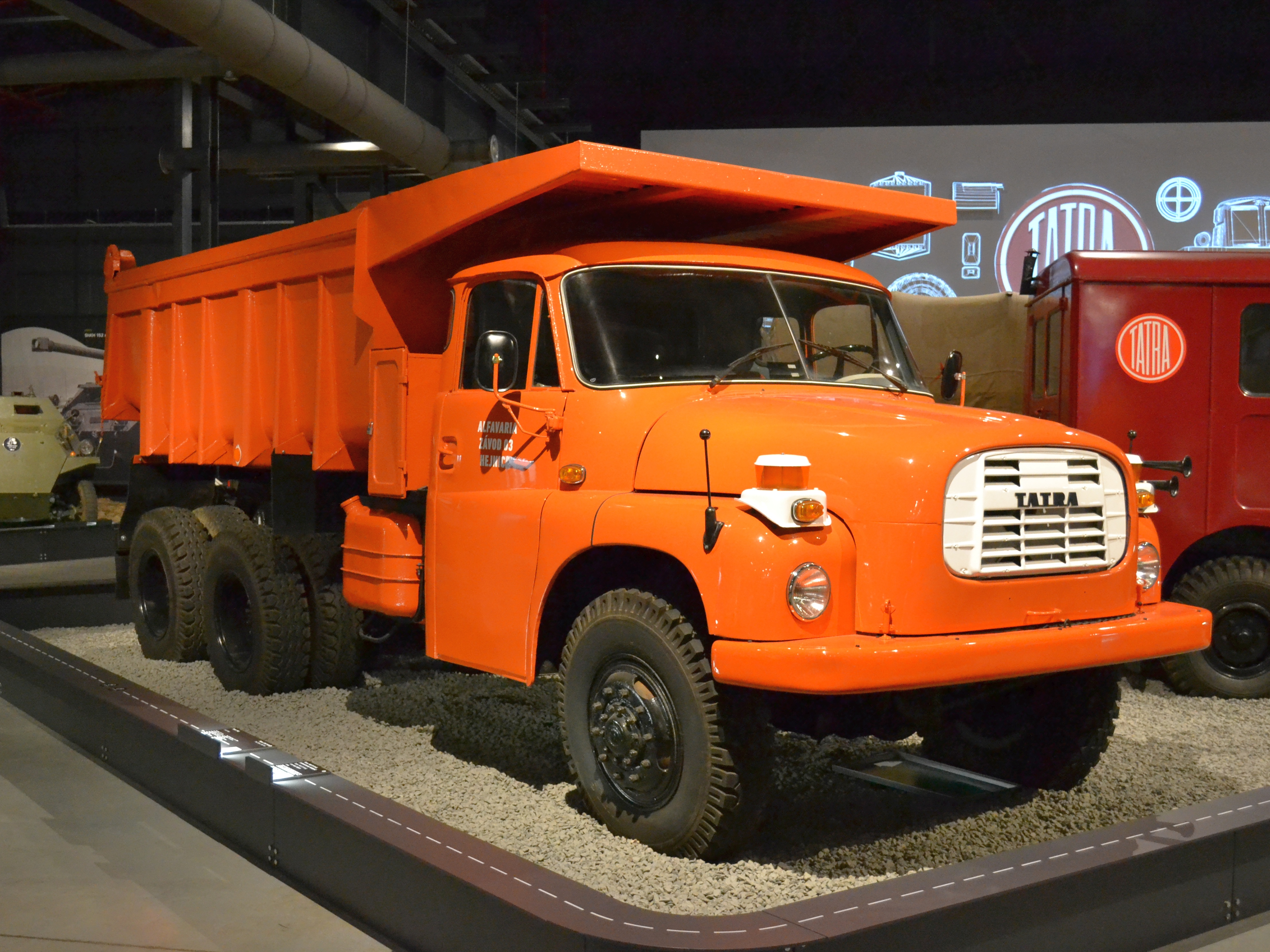
Jednostranný sklápěč Tatra 148 S1
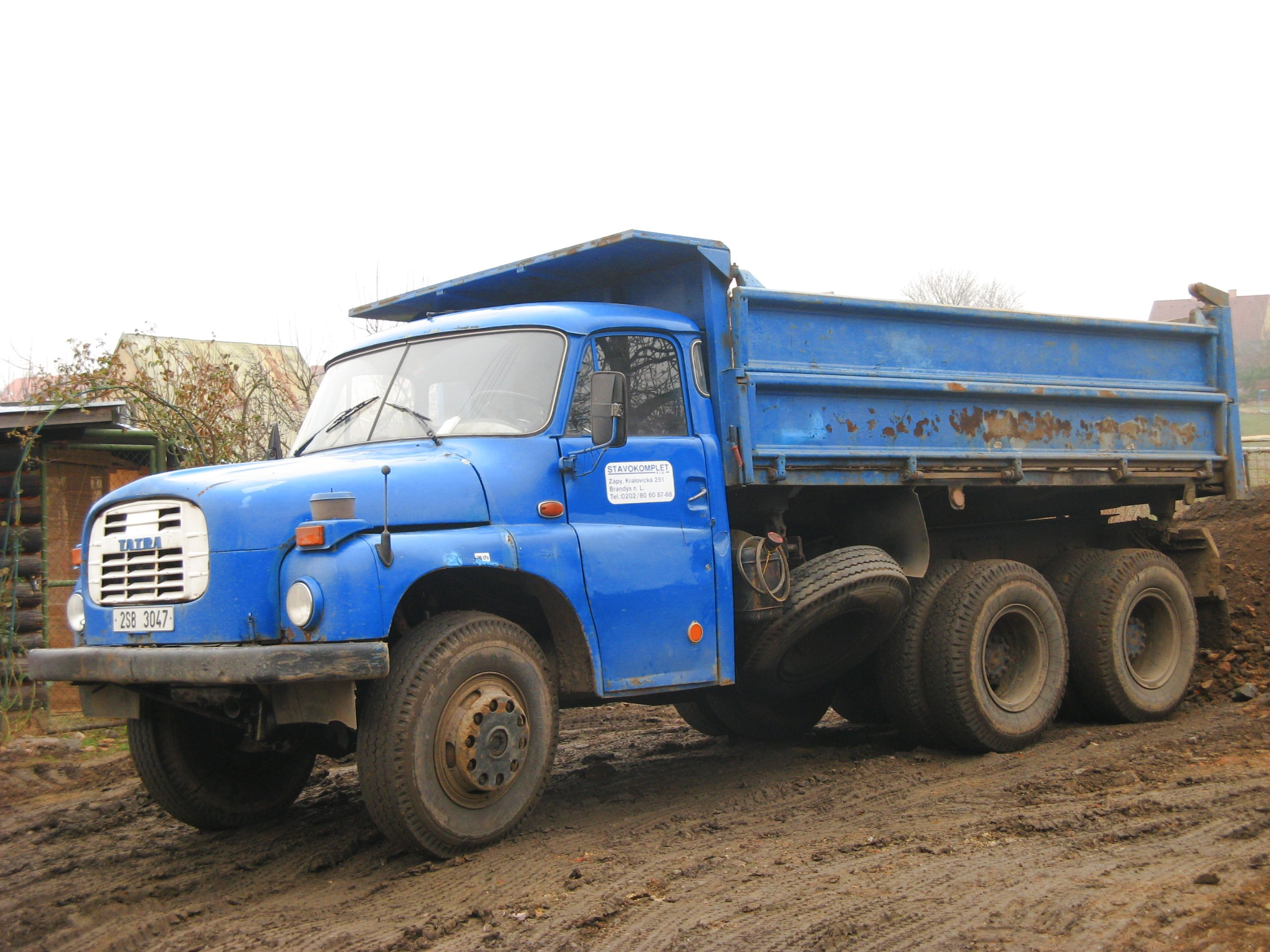
Třístranný sklápěč Tatra 148 S3
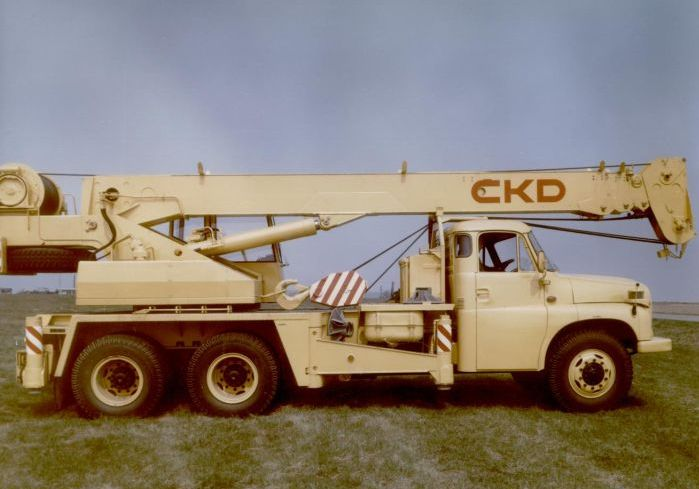
autojeřáb AD20 na podvozku Tatra 148
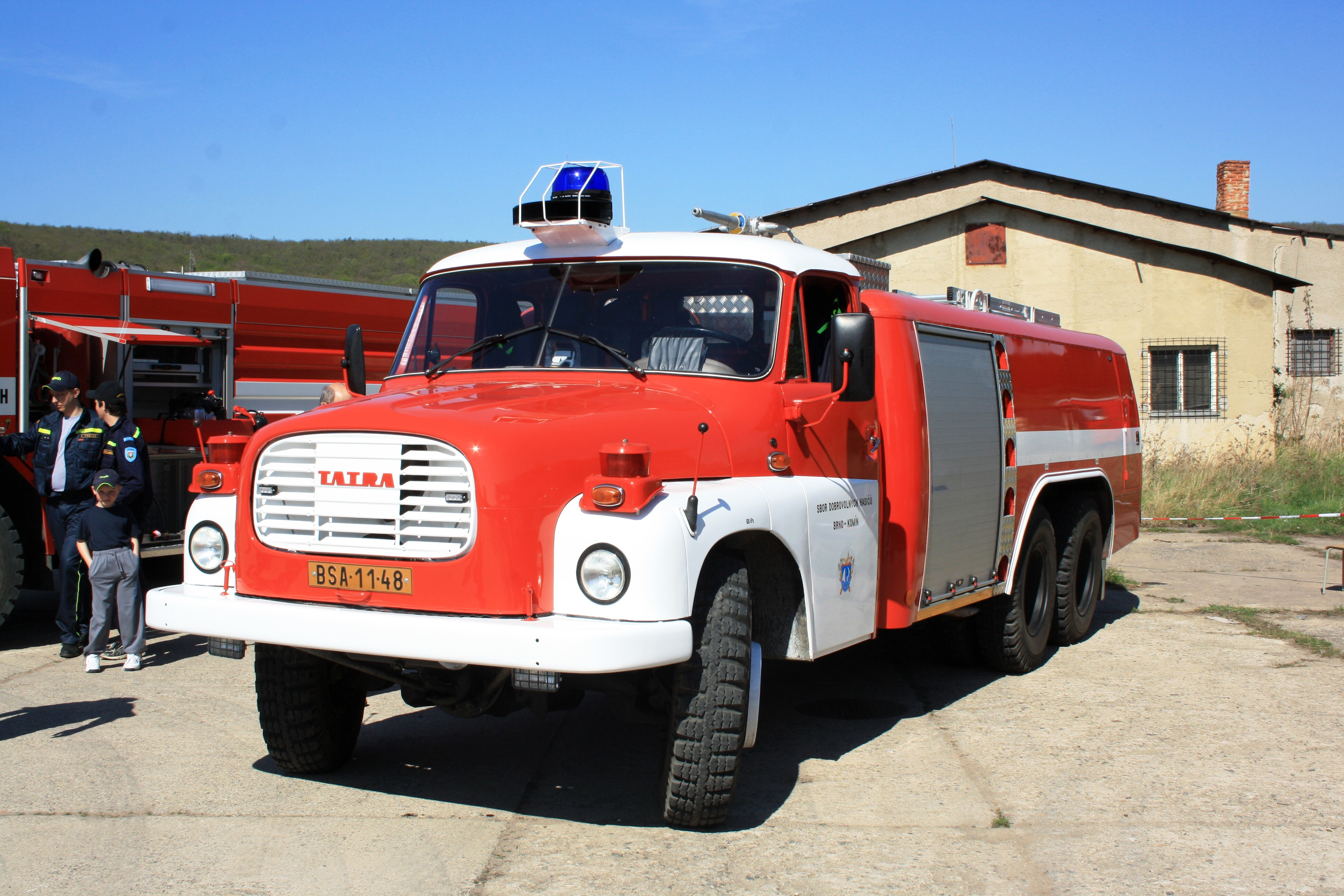
cisternová stříkačka CAS 32 na podvozku Tatra 148
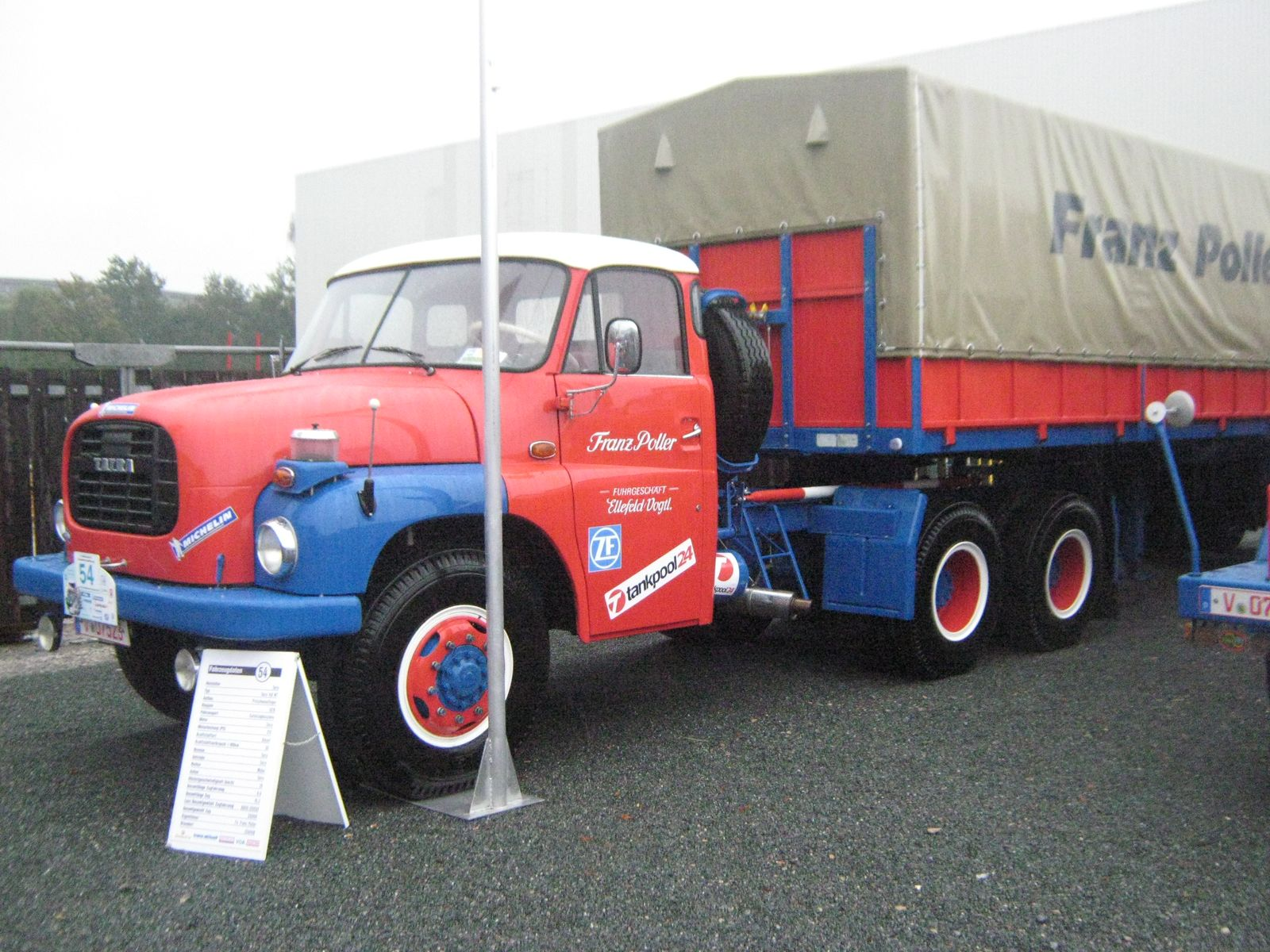
tahač Tatra 148 NTt 6×6
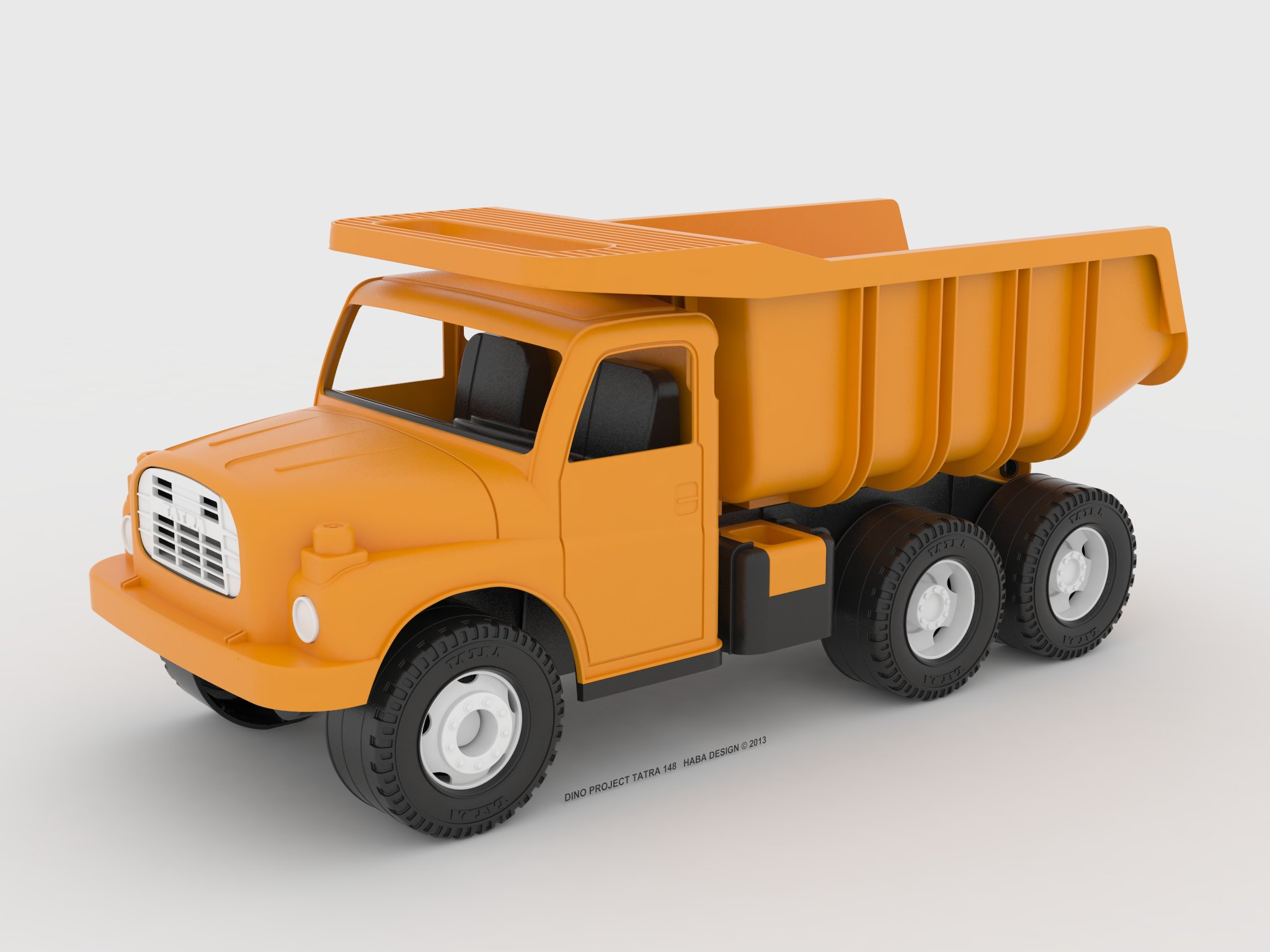
dětská hračka podle vzoru sklápěče Tatra 148